# Franco Sacchetti
Franco Sacchetti (* um 1330 in Ragusa, Kroatien; † August 1400 in San Miniato, Provinz Pisa) war ein italienischer Dichter, Novellist und Politiker der Frührenaissance.

## Leben
Sacchetti wurde vermutlich in Ragusa geboren und war Nachkomme einer adligen Florentiner Händlersfamilie. Wie viele seiner Familienmitglieder gehörte auch er der Gilde der Geldwechsler an. Als ein vielgereister Kaufmann und Staatsbeamter in Florenz war Sacchetti unmittelbarer Zeuge des Aufblühens von Humanismus und Kunst, aber auch des Chaos seiner Epoche.
Seine lange Karriere als Politiker begann 1363 als rector von Monte Voltraio bei Volterra. 1376 war er als Gesandter der Comune in Bologna und erlebte den Krieg der Acht Heiligen (Guerra degli Otti Santi). Ab 1381 bekleidete er das Amt des podestà unter anderem in Empoli, Firenzuola und Mugello. Von 1387 bis mindestens 1399 war er an der Neugestaltung von Orsanmichele beteiligt.

## Werk
Einige seiner Schriften handelten von religiösen, moralischen und politischen Angelegenheiten. Er schrieb sowohl Prosa als auch Lyrik. Seine Dichtungen verfasste er im Einklang mit den traditionellen zeitgenössischen Formen. Sein bekanntestes Werk, die Trecento Novelle, enthält Novellen nach dem Vorbild von Giovanni Boccaccios Decameron, die er jeweils mit einem moralischen Nachwort versah. Es blieb unvollendet und wurde erstmals im Jahre 1724 gedruckt. Unter seinen Werken befindet sich auch La battaglia delle belle donne, ein in vier Bücher gegliedertes Langgedicht.
Unter seinen Rime sind die beiden Gedichte O vaghe montanine pastorelle sowie Passando con pensier die berühmtesten. Außerdem verfasste er zahlreiche Lettere sowie eine Sammlung von 48 Evangelienmeditationen zur Fastenzeit, die Sposizioni di Vangeli, die er nach 1378 zu schreiben begann, ohne sie jedoch fertigzustellen.
Der Autograph vieler seiner Werke wird in Florenz in der Biblioteca Laurenziana unter der Signatur Ashburnham 574 aufbewahrt.

## Ausgaben
- Toskanische Novellen. Wagenbach, Berlin 1991, ISBN 3-8031-2308-9.
- Die wandernden Leuchtkäfer. Renaissancenovellen aus der Toskana. Übersetzt von Hanns Floerke. 2 Bände, Wagenbach, Berlin 1988, ISBN 3-7632-3534-5.
- Die Novellen des Franco Sacchetti, Bürgers von Florenz (= Perlen älterer romanischer Prosa, Band 2). Übersetzt von Hanns Floerke. Müller, München 1907 (Digitalisat).
- A. Lanza (Hrsg.): Franco Sacchetti: Il trecentonovelle. Florenz 1993.